# 韋灝川
韋灝川，本名韋灝泉，曾與另二人共用筆名林雪凝，及後改用筆名韋雪靈於網絡寫作連載小說。2007年時一度用筆名灝川，並於一年內推出4本奇幻及靈異體裁之長篇小說。現筆名為浩川或韋浩川。香港男作家、自由寫作人、電影編劇。1997年11月出版第一部小說作品《可不可不等我 （页面存档备份，存于）》。2007年起，至今出版不同的奇幻小說、愛情小說、靈異小說以及參與電影及廣播劇之編劇工作。據稱，其一名鼓手好友的離世是他相隔10年後重新投入創作並出版小說作品之最大原因。至今出版20多本不同類型小說。

## 概況
韋灝川生於香港，中學就讀喇沙書院，預科畢業後獲出版社邀稿，並與另外二人共用筆名林雪凝，各自推出一本地鐵站愛情系列小說。韋灝川所著書名為《可不可不等我》，其後並無繼續出版小說。於2005年重新投入創作，於網絡連載多部長篇小說，於2007年起，重新出版個人小說，並於2015年起，投入電影編劇工作。

## 專欄

### 報章雜誌專欄
- 真係頭條鬼故@頭條日報[5]（2009年2月至2011年4月）
- 3影評@3周刊[6]（2012年7月至2014年3月）
- CrazyStoryteller@AV雙周[7]（2012年至2014）
- CHOY 啋！Magazine（特約編輯）[8]（2012年11月至2013年4月共4期）

### 網上專欄
- 字寮（香港閱讀城-創作天地）

## 劇本作品
- 新城電台廣播劇《愛上天橋任我行》
- 電影《廉政風雲 》(麥兆輝導演作品)

## 小說作品列表

### 壹出版作品
- 《可不可不等我》[9]

### 灝川時期
- 奇幻系列《迷失之海：上冊》[10]
- 奇幻系列《迷失之海：下冊》
- 靈異實錄系列《猛鬼下載》[11]
- 屍校怪談系列《髮現凶靈》[12]

### 韋灝川時期

#### 愛情系列
- 川系列《遺失幸福的氣味》[13]
- 川系列《揮別遺憾的抱擁》[14]
- 川系列《咫尺之間的牽掛》[15]

#### 魔音前傳
- 魔音前傳1《無法告訴你這約誓》[16]
- 魔音前傳2《聽見無聲告白》[17]

### 浩川時期

#### 魔音系列[18]
- 魔音系列1《回憶休止符》[19]
- 魔音系列2《告別序曲》[20]
- 魔音系列3《宿命藍調》[21]
- 魔音系列4《誓約搖籃曲》[22][23]
- 魔音系列5《抱擁靈歌》[24][25]
- 魔音系列6《心‧變奏曲》[26][27]
- 魔音系列finale《生命搖滾》[28][29]

#### 未完之系列作品
- Shard of The Metropolis 1 《都市碎片》[18][30]
- Shard of The Metropolis 2 《都市影子》[31]

#### 合著之系列作品
- 合著《邪惡與神聖的邂逅：前編》[18][32]

#### 靈異作品
- 靈異系列《屍怨》[33]
- 靈異系列《自殺作孽》[34]
- 靈異系列《養鬼橫禍》[35]
- 靈異系列《戀魂不散》[36]

## 資料來源
1. ↑  韋灝川
2. ↑  灝川圖書
3. ↑  韋灝川圖書
4. ↑  浩川圖書
5. ↑  .   [2014-06-13]. （原始内容存档于2016-03-04）.
6. ↑  .   [2014-06-15]. （原始内容存档于2014-06-15）.
7. ↑  AV雙周影音雜誌專頁 的存檔，存档日期2014-12-19.
8. ↑  Choy 啋！月刊專頁
9. ↑  .   [2014-06-13]. （原始内容存档于2014-07-14）.
10. ↑  .   [2014-06-17]. （原始内容存档于2016-03-05）.
11. ↑  .   [2014-06-17]. （原始内容存档于2016-03-04）.
12. ↑  .   [2014-06-17]. （原始内容存档于2016-03-04）.
13. ↑  .   [2014-06-17]. （原始内容存档于2011-09-12）.
14. ↑  .   [2014-06-17]. （原始内容存档于2016-03-04）.
15. ↑  .   [2014-06-17]. （原始内容存档于2011-11-27）.
16. ↑  .   [2014-06-17]. （原始内容存档于2011-09-12）.
17. ↑  .   [2014-06-17]. （原始内容存档于2016-03-04）.
18. 1 2 3  YouTube上的網上新書推介
19. ↑  .   [2014-06-17]. （原始内容存档于2016-03-04）.
20. ↑  .   [2014-06-17]. （原始内容存档于2011-09-12）.
21. ↑  .   [2014-06-17]. （原始内容存档于2016-03-04）.
22. ↑  YouTube上的MV4-Trailer02 (Full Version 01)
23. ↑  .   [2014-06-17]. （原始内容存档于2016-03-04）.
24. ↑  YouTube上的MV5-Trailer01
25. ↑  香港閱讀城│試閱│《Magic Voice 5 抱擁靈歌》
26. ↑  YouTube上的MV6-Trailer
27. ↑  .   [2014-06-17]. （原始内容存档于2016-03-04）.
28. ↑  YouTube上的MV7-Trailer01
29. ↑  香港閱讀城│試閱│《Magic Voice 7 生命搖滾》
30. ↑  香港閱讀城│試閱│《Shard of The Metropolis 1 都市碎片》
31. ↑  香港閱讀城│試閱│《Shard of The Metropolis 2 都市影子》
32. ↑  .   [2014-06-17]. （原始内容存档于2016-03-04）.
33. ↑  香港閱讀城│試閱│《屍怨》
34. ↑  香港閱讀城│試閱│《自殺作孽》
35. ↑  .   [2014-06-17]. （原始内容存档于2016-03-04）.
36. ↑  .   [2014-06-17]. （原始内容存档于2013-04-02）.

## 外部連結
- 浩川 Blog：MagicVoice （页面存档备份，存于）
- 寫作人-浩川（韋灝川）Facebook專頁[永久]
- 香港寫作人（韋灝川）微博
- Instagram：stanmiracle （页面存档备份，存于）